# Inmigración uruguaya en México

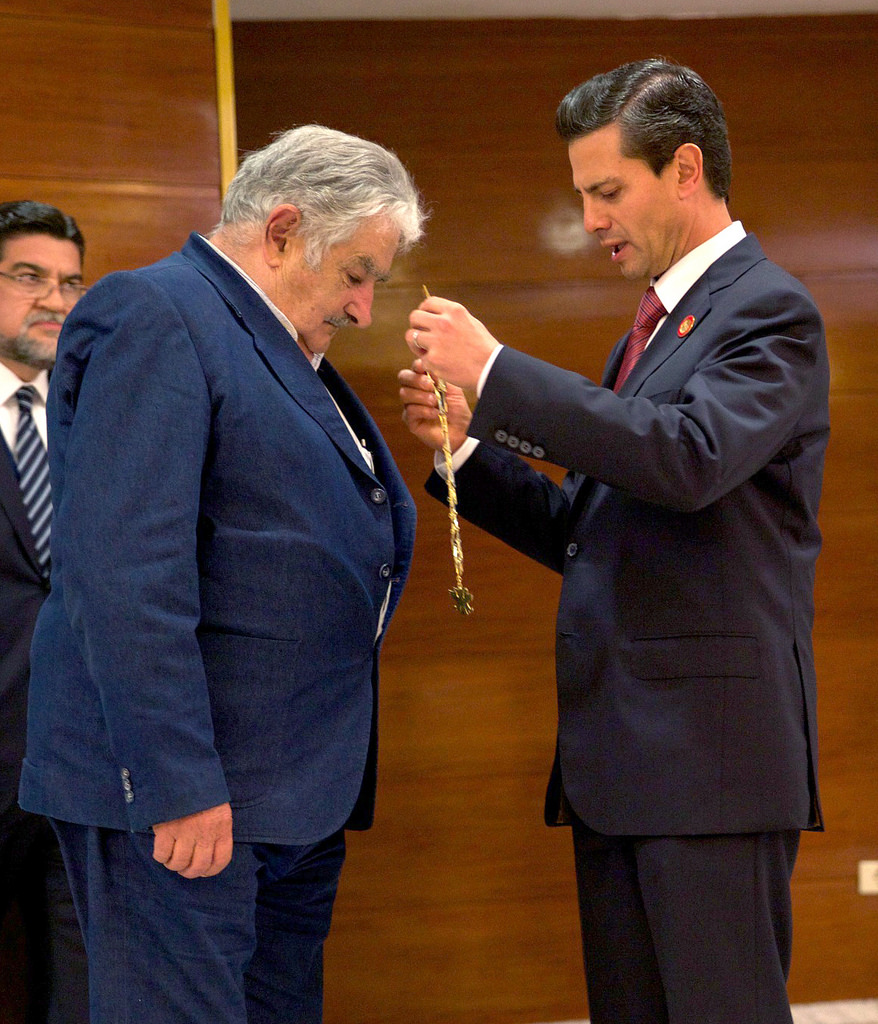
El presidente mexicano Enrique Peña Nieto condecora al mandatario uruguayo José Mujica en 2014.

Los uruguayos en México constituyen una de las comunidades de uruguayos en el exterior.
Al igual que las comunidades argentinas, chilenas y peruanas, los uruguayos llegaron a México huyendo de persecución política de los setenta. Según datos del Instituto Nacional de Estadística de Uruguay, en el período intercensal 1963-1975 se estima que emigraron del país 185 710 uruguayos, y entre los censos de 1975 y 1985 lo hicieron 122 804 personas.
Hoy en día, destacan académicos, estudiantes, actores, actrices, deportistas y comerciantes dentro de la comunidad uruguaya en México. De acuerdo con el censo 2020 del INEGI hay 2.706 ciudadanos uruguayos residiendo en México.

## Historia
Los primeros uruguayos que residían en México eran solo diplomáticos y personas del medio artístico de 1920 a 1940, la difusión del tango y la vida nocturna atrajo uruguayos que promovían y vivían del arte escénico y dancístico.[cita requerida] Muchos uruguayos llegaron conjuntamente con los inmigrantes argentinos, pero no eran numerosos ni tenían una representación considerable.[cita requerida]
En los años setenta, se dio asilo y refugio a cientos de uruguayos que huían de la dictadura militar de su país, discretamente se fueron estableciendo en México y se fueron integrando al país; los ciudadanos argentinos servían de amigos y familiares como primer grupo de contacto.
Los primeros uruguayos abrieron restaurantes en la capital mexicana con nombres de restaurantes argentinos o porteños, muchos de ellos fueron intelectuales que se refugiaron en las universidades públicas, rápidamente se integraron a las actividades profesionales y comerciales.
Las situaciones de inmigración fueron semejantes a las de inmigrantes argentinos, pero nunca iguales ya que, a pesar de estar tan cerca, los uruguayos empezaron a buscar su propia identidad nacional y sus propios símbolos de integración, rechazaron en algunas ocasiones ser confundidos con argentinos o brasileños y en otras ocasiones se integraron a una identidad sudamericana conjunta.[cita requerida]
Los residentes uruguayos tienen sus propias instituciones, llamadas Consejos Consultivos, las cuales están ubicadas en la Ciudad de México, Cancún, Puebla y Toluca de Lerdo.

## Flujos migratorios
| 1980 | 1.553 |
| 1990 | 1.097 |
| 2000 | 1.326 |
| 2010 | 2.044 |
| 2020 | 2.706 |

## Uruguayos radicados en México
- Alejandro Zaffaroni, empresario en biotecnología
- Aníbal Ruiz, futbolista
- Antonio Nelli, narrador / cronista de fútbol
- Bárbara Mori, actriz
- Carlos Miloc, columnista y exfutbolista
- Daniel Rossello, exfutbolista
- Edgardo Codesal, árbitro de fútbol
- Eduardo Milán, poeta, ensayista y crítico literario
- Fabián Ibarra, actor
- Federico Díaz, actor y modelo
- Federico Viñas, futbolista
- Francisco Majewski, exfutbolista
- Ricardo Brandon, exfutbolista
- Franco Torgnascioli, futbolista
- Gustavo Rojo, actor
- Jonathan Rodríguez Portillo, futbolista
- Jorge Puchet, economista y académico
- José Ignacio Rivero, futbolista
- Kenya Mori, actriz
- Lorenzo Unanue, exfutbolista
- Luis Gimeno, actor
- Marcelo Buquet, actor y modelo
- Nery Castillo, futbolista mexicano que inició su carrera en Uruguay
- Paola Durante, conductora y modelo
- Pietro Ameglio, profesor y activista
- Robert Siboldi, entrenador y exfutbolista
- Rodrigo Plá, guionista y director de cine
- Saúl Ibargoyen, escritor
- Sergio Fachelli, cantautor
- Teresita de Barbieri, socióloga
- Uberto Bondoni, actor
- Ulalume González de León, poeta, traductora, ensayista y editora

## Mexicanos de ascendencia uruguaya
- Ana Patricia Rojo, actriz
- Joaquín Bondoni, actor